# Andrei Tchmil
Andrei Tchmil  (russisk: Андрей Анатольевич Чмиль tr. Andrej Anatoljevitj Tjmil ; ukrainsk: Андрій Анатолійович Чміль tr. Andrij Anatolijovytj Tjmil ; rumænsk: Andrei Cimili ; fransk: Andreï Tchmil ; født 22. januar 1963), er en tidligere sovjetisk (indtil 1992), moldovisk (1992-1995), ukrainsk [1995-1998] og belgisk (fra 1998) landevejscykelrytter. Han blev født i Khabarovsk i Sovjetunionen i 1963, men flyttede sammen med sin familie til Ukraine nogen år senere. Han skiftede statsborgerskab efter at Sovjetunionen faldt sammen, først til moldovisk og derefter ukrainsk, men skiftede det endnu en gang til belgisk, i slutningen af hans professionelle cykelkarriere. Efter sin aktive karriere har han igen skiftet statsborgerskab tilbage til moldovisk, og han har bl.a. været sportsminister for Republikken Moldova samt team manager for cykelholdet Katjusja.